# Дженкинс, Лорен
Лорен Дженкинс (англ. Loren Jenkins, 26 октября 1938 года) — американский корреспондент, освещавший международную новостную повестку для United Press International и Newsweek. В 1983 году журналист был награждён Пулитцеровской премией за международный репортаж.

## Биография
Лорен Дженкинс родился в Новом Орлеане в семье дипломатических служащих США, которые были вынуждены часто переезжать. В возрасте семнадцати лет юноша отправился в Аспен и работал в ресторане друзей семьи. Вскоре он переехал в Боулдер, где получил степень бакалавра в Университете Колорадо. Его первая сфера деятельности была далека от журналистской: в 1961—1964 годах он работал лыжным инструктором в школе в Аспене, а также служил в Корпусе мира в Сьерра-Леоне и Пуэрто-Рико. Позднее Дженкинс продолжил обучение в Аспенском университете, а также в аспирантуре Колумбийского университета. Свою первую позицию в качестве репортёра Дженкинс получил в 1964 году в редакции Daily Item, но уже через год перевёлся в редакцию United Press International. Следующие четыре года Дженкинс служил в нью-йоркском, лондонском, римском и мадридском филиалах информационного агентства.
Начиная с 1969 года, в течение декады Дженкинс писал статьи для журнала Newsweek. Например, он освещал Чёрный сентябрь и Суэцкий кризис. К 1972-му его направили в Сайгон, где он стал последним руководителем бюро журнала. Работа корреспондента для Newsweek была отмечена Премией Клуба зарубежных корреспондентов в 1976 году. Четырьмя годами позднее он перешёл в штат издания The Washington Post, для которого освещал европейскую и ближневосточную повестки.
В 1983 году жюри Пулитцеровской премии отметило Лоренса Дженкинса и корреспондента The New York Times Томаса Фридмана совместной наградой за репортажи из военного Ливана. Так, Дженкинс заслужил признание за «наглядное свидетельство последствий резни в лагере беженцев Шатила». Победа журналиста вызвала неоднозначную реакцию в журналистском сообществе, так как ряд общественных деятелей обвинял Washington Post в предубеждении при освещении американо-израильского конфликта. Например, публицист Мартин Перец заявлял о предвзятости Дженкинса и необоснованно обвинял ряд судей Пулитцеровской Премии в конфликте интересов из-за их подписки на лос-анджелесское издание Washington Post.
В 1990 году Лоренc Дженкис вернулся в Колорадо, где занял пост редактора The Aspen Times. Пять лет спустя он возглавил отдел международных новостей в National Public Radio. За время его руководства количество зарубежных редакций компании выросло с полдюжины до семнадцати, журналисты которых освещали войны в Косово, Чечне, Ираке, Афганистане и другие. В 2005 году работники международного отдела радиостанции под началом Дженкинса были удостоены Премии Джорджа Фостера Пибоди за всестороннее освещение последствий американского вторжения в Ирак. В ноябре 2011 года Лоренc Дженкинc вышел на пенсию, но продолжил писать для изданий Вашингтона и Аспена.